# 곁주머니증
곁주머니증(diverticulosis) 또는 게실증(憩室症)은 식도·소장·대장 등 주요 신체기관 벽에 생기는 작은 주머니인 곁주머니에 장 내용물이 들어가 낭이 장 벽 밖으로 튀어나오는 상태를 의미하며 특히 대장에 많이 나타난다. 게실증은 별다른 증상을 동반하지 않으나, 이것이 염증을 일으키게 되면 게실염이 발생한다.
소장에서는 하나 혹은 많은 수로 발견되고 결장에서는 다발성게실증(diverticulosis)의 형태로 나타난다. 다발성게실증은 40대 이상의 연령층에서 5~10％의 비율로 발생하며 원인은 밝혀지지 않았지만 약한 장관벽과 높은 장관 내 압력이 주요한 요인으로 여겨진다. 게실증이 있는 사람의 20％ 정도는 염증으로 인해 게실염으로 진전하게 된다.
게실증 및 게실염의 예방을 위해서는 식이섬유소를 하루 1000kcal당 12g으로 성인여성은 20~25g, 성인남성은 25~30g 섭취함으로써 대변의 양을 늘리고 배변을 원활하게 하여 대장 내부 압력을 낮추는 것이 좋다.

## 같이 보기
- 복막
- 곁주머니
- 곁주머니염